# Philibert Commerson
Philibert Commerçon (usualmente se menciona como Commerson) (Châtillon-sur-Chalaronne, 18 de noviembre de 1727 - 13 de marzo de 1773, isla Mauricio) fue un naturalista francés, especialmente conocido por acompañar a Louis Antoine de Bougainville en su viaje del circunnavegación entre 1766 y 1769.

## Biografía
Estudió medicina y botánica en Montpellier, y durante una época ejerció como médico. A petición de Carlos Linneo, Commerçon recogió y categorizó los peces del Mediterráneo del museo en Estocolmo. Volvió a Francia a su ciudad natal en 1756 y se ocupó en la creación de sus propios jardines botánicos. Fue responsable de la introducción de especies del género Hydrangea en Francia.
En 1766, Commerçon participó con Bougainville en su viaje de circunnavegación. Entre la fauna que Commerçon observó estaba una clase particular de delfín en el estrecho de Magallanes que ahora lleva su nombre, Cephalorhynchus commersonii. Durante todo el viaje recogió plantas de cada lugar que llevó de regreso. A su paso por el suroeste del océano Índico permaneció un tiempo visitando Madagascar.
Viajó acompañado por su ayudante de cámara, en realidad la joven botánica Jeanne Baret, que realizó toda la travesía disfrazada como hombre hasta que se descubrió su condición en Tahití. Les dejaron continuar su viaje hasta Isla Mauricio. Commerson murió en Mauricio a la edad de 45 años. Jeanne Beret trabajó en una taberna en Port Louis. Conoció a un oficial naval francés, natural de Perigord, Jean Dubernat, con quien se casó el 17 de mayo de 1774 en la Catedral de Port Louis. La pareja regresó a Francia, completando así la vuelta al mundo llevando las 6000 especies vegetales que habían recolectado entre ambos y convirtiéndose en la primera mujer en completar la circunnavegación del mundo.

## Honores

### Eponimia
- Cráter volcánico del masivo de Piton de la Fournaise, La Réunion, un masivo que visita con Jean-Baptiste Lislet Geoffroy como guía
- Ave de la familia de Strigidae, Mascarenotus sauzieri
- Pequeño cetáceo, el delfín de Commerson Cephalorhynchus commersonii
- Un género de plantas, de la familia Sterculiaceae Commersonia J.R.Forst. & G.Forst.,[5] y más de 100 especies le fueron dedicadas

- La abreviatura «Comm.» se emplea para indicar a Philibert Commerson como autoridad en la descripción y clasificación científica de los vegetales.[6]